# Rosario Castellanos (Schriftstellerin)

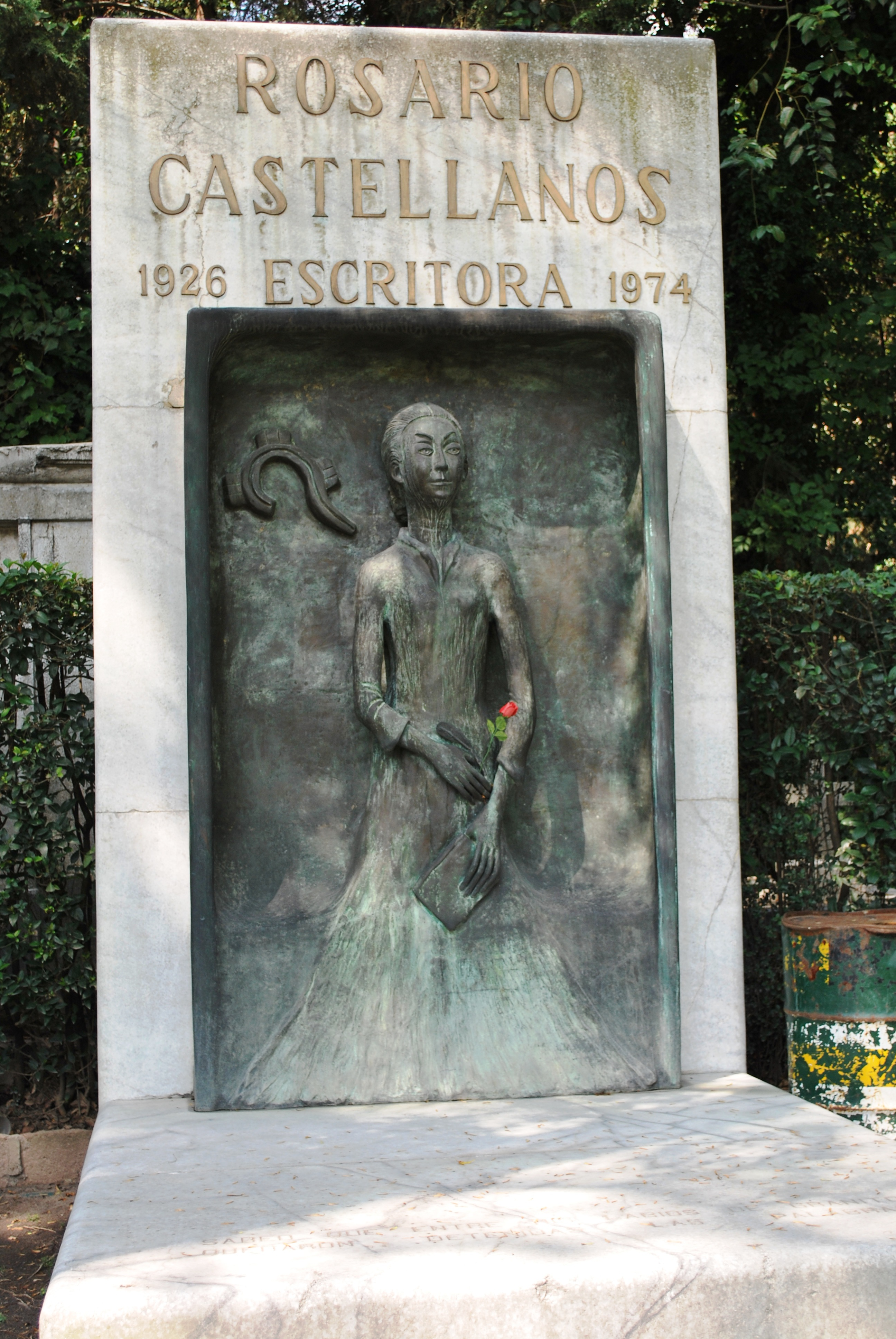
Grabstein Rosario Castellanos auf der Rotonda de las Personas illustres

Rosario Castellanos Figueroa (* 25. Mai 1925 in Mexiko-Stadt; † 7. August 1974 in Tel Aviv) war eine mexikanische Dichterin und Schriftstellerin.
Zusammen mit anderen Mitgliedern der Generation von 1950 war sie eine der wichtigsten literarischen Stimmen Mexikos im letzten Jahrhundert. Während ihres ganzen Lebens sprach sie beredt über kulturelle und geschlechtliche Unterdrückung und ihr Werk hat die feministische Theorie und Praxis sowie die Cultural studies beeinflusst. Obwohl sie jung starb, öffnete sie die mexikanische Literatur für Frauen und hinterließ ein bis heute aktuelles Erbe.

## Leben
In Mexiko-Stadt geboren, wuchs sie auf der Ranch der Familie nahe Comitán de Domínguez im südlichen Bundesstaat Chiapas auf. Sie war ein introvertiertes junges Mädchen, das die Not der indigenen Mayas, die für ihre Familie arbeiteten, mit Anteilnahme beobachtete. Ihren eigenen Aussagen zufolge fühlte sie sich von ihrer Familie entfremdet, nachdem ein Wahrsager vorausgesagt hatte, dass eines der beiden Kinder ihrer Mutter bald sterben würde, und ihre Mutter ausgerufen hatte: „Nicht der Junge!“
Das Geschick der Familie nahm eine Wendung, nachdem der mexikanische Präsident Lázaro Cárdenas eine Landreform durchsetzte und die Emanzipation der Landarbeiter voranzubringen versuchte. Die Familie verlor einen Teil ihres Landes. Als Rosario Castellanos sechzehn Jahre alt war, zogen ihre Eltern mit ihr nach Mexiko-Stadt. Ein Jahr später waren ihre Eltern tot und sie musste alleine auskommen.
Obwohl sie introvertiert blieb, schloss sie sich einer Gruppe mexikanischer und zentralamerikanischer Intellektueller an, las viel und begann zu schreiben. Sie studierte Philosophie und Literatur an der Universidad Nacional Autónoma de México, an der sie später lehrte, und schloss sich dem Instituto Nacional Indigenista an, schrieb Stücke für das Puppentheater, die in armen Gegenden gezeigt wurden, um die Alphabetisierung zu fördern. Das Institut war von Präsident Cárdenas gegründet worden. Sie schrieb auch eine wöchentliche Kolumne für die Tageszeitung Excélsior.
Neben ihrer literarischen Arbeit hatte Castellanos auch verschiedene offizielle Ämter inne, beispielsweise leitete sie die Pressestelle der UNAM und war Sekretärin des P.E.N.
In Anerkennung ihrer Verdienste um die mexikanische Literatur wurde sie 1971 zur mexikanischen Botschafterin in Israel ernannt.
Am 7. August 1974 wurde Rosario Castellanos leblos in ihrem Haus in Herzliya aufgefunden, der Grund war vermutlich ein Stromschlag durch eine gebrauchte Lampe, die sie auf dem Altstadtmarkt in Jerusalem gekauft hatte. Es gab mehrere Hypothesen von Bekannten, die glaubten, es handele sich um einen Suizid, aber es wurden nie irgendwelche Hinweise für diese Hypothesen gefunden.

## Werk
Castellanos schrieb Gedichte, Essays, ein größeres Stück und zwei Romane: den halb-autobiographischen Roman Balún Canán und Oficio de tinieblas, der einen Aufstand der Tzotzil in Chiapas darstellt und auf Ereignissen im 19. Jahrhundert beruht. Obwohl sie selbst eine Ladina, d. h. europäischer und nicht indianischer Herkunft war, zeigte Castellanos Engagement und Verständnis für die indigenen Völker.

## Werke (Auswahl)
- Balún-Canán (1957), dt. Die neun Wächter, Roman. Insel Verlag, Frankfurt am Main 1962.
- Poemas (1953–1955) (1957)
- Ciudad Real: Cuentos (1960)
- Oficio de tinieblas (1962), dt. Das dunkle Lächeln der Catalina Díaz, Roman. Europa Verlag, Wien/Zürich 1993, ISBN 978-3-2035-1166-5.
- Album de familia (1971)
- Poesía no eres tú; Obra poética: 1948–1971 (1972)
- Mujer que sabe latín ... (1973)
- El eterno femenino: Farsa (1973)
- El viudo Román, dt.  Die Tugend der Frauen von Comitán, Erzählung. Suhrkamp, Frankfurt am Main 1998, ISBN 978-3-5182-2296-6.